# México en los Juegos Parapanamericanos de 2015
La Delegación Mexicana participó en los Juegos Parapanamericanos de 2015 con 180 deportistas.
México terminó en el cuarto lugar del medallero al ganar 113 medallas en total, 38 de oro, 36 de plata y 39 de bronce.
La abanderada de la delegación fue la nadadora Nely Miranda, teniendo una gran actuación en el evento al concluir con 6 medallas, 4 de oro y 2 de plata.

## Medallistas
- PR récord Parapanamericano
- WR récord mundial

| \| Medalla \| Nombre \| Deporte \| Evento \| Fecha \| \| ----------------- \| --------------------------------------------------------------------------------------------------------------------------------- \| ---------------------- \| ------------------------------------------- \| ---------------------- \| \| Medalla de oro \| José Castillo Castillo PR \| Levantamiento de pesas \| Hombres -97kg \| Martes 11 de agosto \| \| Medalla de oro \| Amalia Pérez Vazquez \| Levantamiento de pesas \| Mujeres -55, -61 y -67kg \| Lunes 10 de agosto \| \| Medalla de oro \| Perla Barcenas Ponce de León \| Levantamiento de pesas \| Mujeres -73, -79, -86 y +86kg \| Lunes 10 de agosto \| \| Medalla de plata \| Porfirio Arredondo Luna \| Levantamiento de pesas \| Hombres -80kg \| Lunes 10 de agosto \| \| Medalla de plata \| Laura Cerero Gabriel \| Levantamiento de pesas \| Mujeres -41 y -45kg \| Sábado 8 de agosto \| \| Medalla de plata \| Miriam Aguilar Jiménez \| Levantamiento de pesas \| Mujeres -55, -61 y -67kg \| Lunes 10 de agosto \| \| Medalla de plata \| Catalina Diaz Vilchis \| Levantamiento de pesas \| Mujeres -73, -79, -86 y +86kg \| Lunes 10 de agosto \| \| Medalla de bronce \| Mayra Hernández Godinez \| Levantamiento de pesas \| Mujeres -41 y -45kg \| Sábado 8 de agosto \| \| Medalla de bronce \| Rosaura Rodríguez Padilla \| Levantamiento de pesas \| Mujeres -50kg \| Sábado 8 de agosto \| \| Medalla de oro \| Gustavo Sánchez \| Natación \| 100 m estilo libre masculino S4(1-4) \| Sábado 8 de agosto \| \| Medalla de oro \| Armando Andrade \| Natación \| 100 m estilo libre masculino S8 \| Jueves 13 de agosto \| \| Medalla de oro \| Armando Andrade \| Natación \| 100 m mariposa masculino S8 \| Lunes 10 de agosto \| \| Medalla de oro \| Gustavo Sánchez \| Natación \| 150m masculino CI SM4 (SM1-SM4) \| Jueves 13 de agosto \| \| Medalla de oro \| Armando Andrade \| Natación \| 200 m masculino CI SM8 \| Martes 11 de agosto \| \| Medalla de oro \| Juan Reyes \| Natación \| 50 m espalda masculino S4 (1-4) \| Miércoles 12 de agosto \| \| Medalla de oro \| Christopher Tronco \| Natación \| 50 m estilo libre masculino S3(1-3) \| Sábado 8 de agosto \| \| Medalla de oro \| Gustavo Sánchez \| Natación \| 50 m estilo libre masculino S4 \| Sábado 8 de agosto \| \| Medalla de oro \| Gustavo Sánchez \| Natación \| 50 m pecho masculino SB3 (SB1-3) \| Martes 11 de agosto \| \| Medalla de oro \| Vianney Trejo \| Natación \| 100 m espalda femenino S6 \| Viernes 14 de agosto \| \| Medalla de oro \| Nely Miranda \| Natación \| 100 m estilo libre femenino S4(S1-4) \| Sábado 8 de agosto \| \| Medalla de oro \| Doramitzi Hernández \| Natación \| 100 m estilo libre femenino S6 \| Miércoles 12 de agosto \| \| Medalla de oro \| Nely Miranda \| Natación \| 150m femenino CI SM4 (SM1-4) \| Jueves 13 de agosto \| \| Medalla de oro \| Beatriz Resendiz \| Natación \| 200 m estilo libre femenino S14 \| Sábado 8 de agosto \| \| Medalla de oro \| Nely Miranda \| Natación \| 200m estilo libre femenino S4 (S1-4) \| Viernes 14 de agosto \| \| Medalla de oro \| Valeria López \| Natación \| 400 m estilo libre femenino S6 \| Sábado 8 de agosto \| \| Medalla de oro \| Nely MirandaWR \| Natación \| 50 m estilo libre femenino S4(1-4) \| Sábado 8 de agosto \| \| Medalla de oro \| Doramitzi Hernández \| Natación \| 50 m estilo libre femenino S6 \| Lunes 10 de agosto \| \| Medalla de oro \| Patricia Valle \| Natación \| 50 m pecho femenino SB3 (SB1-3) \| Martes 11 de agosto \| \| Medalla de plata \| Ángel Buitian \| Natación \| 100 m mariposa masculino S8 \| Lunes 10 de agosto \| \| Medalla de plata \| Pedro Rangel \| Natación \| 100 m pecho masculino SB5 \| Domingo 9 de agosto \| \| Medalla de plata \| Armando Andrade \| Natación \| 100 m pecho masculino SB8 \| Martes 11 de agosto \| \| Medalla de plata \| Juan Reyes \| Natación \| 150m masculino CI SM4 (SM1-4) \| Jueves 13 de agosto \| \| Medalla de plata \| Ángel Buitian \| Natación \| 200 m masculino CI SM8 \| Martes 11 de agosto \| \| Medalla de plata \| Gustavo Sánchez \| Natación \| 50 m espalda masculino S4 (S1-4) \| Miércoles 12 de agosto \| \| Medalla de plata \| Diego López \| Natación \| 50 m espalda masculino S5 \| Jueves 13 de agosto \| \| Medalla de plata \| Luis Burgos \| Natación \| 50 m estilo libre masculino S3 (1-3) \| Sábado 8 de agosto \| \| Medalla de plata \| Armando Andrade \| Natación \| 50 m estilo libre masculino S8 \| Domingo 9 de agosto \| \| Medalla de plata \| Edgar Pineda \| Natación \| 50 m mariposa masculino S5 (1-5) \| Lunes 10 de agosto \| \| Medalla de plata \| Doramitzi Hernández \| Natación \| 100 m espalda femenino S6 \| Viernes 14 de agosto \| \| Medalla de plata \| Rubi Cristino \| Natación \| 100 m estilo libre femenino S10 \| Viernes 14 de agosto \| \| Medalla de plata \| Valeria López \| Natación \| 100 m estilo libre femenino S6 \| Miércoles 12 de agosto \| \| Medalla de plata \| Patricia Valle \| Natación \| 150 m CI SM4 (SM1-4)femenino S10 \| Jueves 13 de agosto \| \| Medalla de plata \| Rubi Cristino \| Natación \| 400 m estilo libre femenino S10 \| Martes 11 de agosto \| \| Medalla de plata \| Vianney Trejo \| Natación \| 400 m estilo libre femenino S6 \| Sábado 8 de agosto \| \| Medalla de plata \| Nely Miranda \| Natación \| 50 m espalda femenino S4 (1-4) \| Miércoles 12 de agosto \| \| Medalla de plata \| Naomi Somellera \| Natación \| 50 m estilo libre femenino S6 \| Lunes 10 de agosto \| \| Medalla de plata \| Nely Miranda \| Natación \| 50 m pecho femenino SB3 (SB1-3) \| Martes 11 de agosto \| \| Medalla de bronce \| Jesus Hernández \| Natación \| 100 m estilo libre masculino S4 (1-4) \| Sábado 8 de agosto \| \| Medalla de bronce \| Diego López \| Natación \| 100 m estilo libre masculino S5 \| Sábado 8 de agosto \| \| Medalla de bronce \| Humberto Romero \| Natación \| 100 m pecho masculino SB5 \| Domingo 9 de agosto \| \| Medalla de bronce \| Diego López \| Natación \| 200 m estilo libre masculino S5 (1-5) \| Viernes 14 de agosto \| \| Medalla de bronce \| Gerardo Castro \| Natación \| 50 m espalda masculino S5 \| Jueves 13 de agosto \| \| Medalla de bronce \| Juan Reyes \| Natación \| 50 m estilo libre masculino S4 \| Sábado 8 de agosto \| \| Medalla de bronce \| Edgar Pineda \| Natación \| 50 m estilo libre masculino S5 \| Miércoles 12 de agosto \| \| Medalla de bronce \| Juan Reyes \| Natación \| 50 m mariposa masculino S5 (1-5) \| Lunes 10 de agosto \| \| Medalla de bronce \| Mitzi Mijares \| Natación \| 100 m espalda femenino S10 \| Jueves 13 de agosto \| \| Medalla de bronce \| Jessica Hernández \| Natación \| 100 m espalda femenino S7 \| Viernes 14 de agosto \| \| Medalla de bronce \| Vianney Trejo \| Natación \| 100 m estilo libre femenino S6 \| Miércoles 12 de agosto \| \| Medalla de bronce \| Jessica Hernández \| Natación \| 100 m estilo libre femenino S7 \| Miércoles 12 de agosto \| \| Medalla de bronce \| Naomi Somerella \| Natación \| 100 m pecho femenino SB6 \| Martes 11 de agosto \| \| Medalla de bronce \| Sofia Olmos \| Natación \| 200 m estilo libre femenino S5 \| Viernes 14 de agosto \| \| Medalla de bronce \| Vianney Trejo \| Natación \| 200 m femenino CI SM6 (SM5-6) \| Martes 11 de agosto \| \| Medalla de bronce \| Doramitzi Hernández \| Natación \| 400 m estilo libre femenino S6 \| Sábado 8 de agosto \| \| Medalla de bronce \| Haidee Aceves \| Natación \| 50 m espalda femenino S4 (1-4) \| Miércoles 12 de agosto \| \| Medalla de bronce \| Patricia Valle \| Natación \| 50 m estilo libre femenino S4 (1-4) \| Sábado 8 de agosto \| \| Medalla de oro \| Manuel Martínez \| Atletismo \| 400 m masculino T12 \| Martes 11 de agosto \| \| Medalla de oro \| Johnathan Salinas Ventura \| Atletismo \| Lanzamiento de bala masculino F54/55 \| Lunes 10 de agosto \| \| Medalla de oro \| Eliezer Gabriel Buenaventura \| Atletismo \| Lanzamiento de Jabalina masculino F46 \| Viernes 14 de agosto \| \| Medalla de oro \| Rebeca Valenzuela \| Atletismo \| Lanzamiento de bala femenino F11/12 \| Jueves 13 de agosto \| \| Medalla de oro \| Ángeles Ortiz \| Atletismo \| Lanzamiento de bala femenino F56/57 \| Martes 11 de agosto \| \| Medalla de oro \| Verónica Saucedo \| Atletismo \| Lanzamiento de disco femenino F56/57 \| Jueves 13 de agosto \| \| Medalla de oro \| Rebeca Valenzuela \| Atletismo \| Lanzamiento de jabalina femenino F11/12 \| Viernes 14 de agosto \| \| Medalla de oro \| Maria Salas Marin \| Atletismo \| Lanzamiento de jabalina femenino F53/54 \| Viernes 14 de agosto \| \| Medalla de plata \| Juan Cervantes \| Atletismo \| 100 m masculino T54 \| Lunes 10 de agosto \| \| Medalla de plata \| Francisco Estrada \| Atletismo \| 1500 m masculino T13 \| Miércoles 12 de agosto \| \| Medalla de plata \| Salvador Hernández \| Atletismo \| 200 m masculino T52 \| Jueves 13 de agosto \| \| Medalla de plata \| Jose Archer Llerandi \| Atletismo \| Lanzamiento de bala masculino F56 \| Viernes 14 de agosto \| \| Medalla de plata \| Luis Alberto Zepeda Félix \| Atletismo \| Lanzamiento de jabalina masculino F53/54/55 \| Miércoles 12 de agosto \| \| Medalla de plata \| Daniela Velasco \| Atletismo \| 400 m femenino T12 \| Miércoles 12 de agosto \| \| Medalla de plata \| Catalina Rosales Montiel \| Atletismo \| Lanzamiento de disco femenino F56/57 \| Jueves 13 de agosto \| \| Medalla de plata \| Esther Rivera \| Atletismo \| Lanzamiento de jabalina femenino F53/54 \| Viernes 14 de agosto \| \| Medalla de bronce \| Manuel Martínez \| Atletismo \| 100 m masculino T12 \| Martes 11 de agosto \| \| Medalla de bronce \| Daniel Manrique \| Atletismo \| 100 m masculino T13 \| Martes 11 de agosto \| \| Medalla de bronce \| David Garza \| Atletismo \| 1500 m masculino T13 \| Miércoles 12 de agosto \| \| Medalla de bronce \| Manuel Martínez \| Atletismo \| 200 m masculino T12 \| Miércoles 12 de agosto \| \| Medalla de bronce \| Salvador Hernández \| Atletismo \| 400 m masculino T52 \| Jueves 13 de agosto \| \| Medalla de bronce \| Alan Noriega Quiñones \| Atletismo \| Lanzamiento de bala masculino F54/55 \| Lunes 10 de agosto \| \| Medalla de bronce \| Jairo Santiago \| Atletismo \| Lanzamiento de bala masculino F56 \| Viernes 14 de agosto \| \| Medalla de bronce \| Jair Hernández Contreras \| Atletismo \| Lanzamiento de disco masculino F37 \| Lunes 10 de agosto \| \| Medalla de bronce \| Martín Pérez \| Atletismo \| Lanzamiento de disco masculino F54/55/56 \| Martes 11 de agosto \| \| Medalla de bronce \| Lucia Muro \| Atletismo \| 100 m femenino T38 \| Lunes 10 de agosto \| \| Medalla de bronce \| Monica Rodríguez \| Atletismo \| 1500 m femenino T11 \| Jueves 13 de agosto \| \| Medalla de bronce \| Lucia Muro \| Atletismo \| 200 m femenino T38 \| Jueves 13 de agosto \| \| Medalla de bronce \| Maria Zamora \| Atletismo \| 400 m femenino T38 \| Viernes 14 de agosto \| \| Medalla de bronce \| Jeny Velazco Reyes \| Atletismo \| Lanzamiento de jabalina femenino F57 \| Viernes 14 de agosto \| \| Medalla de bronce \| Eduardo Ventura \| Boccia \| Individual BC1 \| Martes 11 de agosto \| \| Medalla de oro \| Eduardo Ávila \| Judo \| Menos de 81 kg masculino \| Jueves 13 de agosto \| \| Medalla de oro \| Lenia Ruvalcaba \| Judo \| Menos de 70 kg femenino \| Viernes 14 de agosto \| \| Medalla de bronce \| Javier Amozurrutia Francisco Ragel Pablo Millán Marco Ramírez Tadeo Viera Felipe Arana Jorge Lanzagorta Omar Otero Cristian Ortiz \| Fútbol a 5 \| Masculino \| Viernes 14 de agosto \| \| Medalla de oro \| Alma Padilla Edith Sigala \| Tenis de mesa \| Equipos Femenino Clase 1-3 \| Miércoles 12 de agosto \| \| Medalla de oro \| Marina Paredes Martha Verdin \| Tenis de mesa \| Equipos Femenino Clase 4-5 \| Jueves 13 de agosto \| \| Medalla de oro \| Edith Sigala \| Tenis de mesa \| Individual femenil Clase 3 \| Lunes 10 de agosto \| \| Medalla de oro \| Maria Paredes \| Tenis de mesa \| Individual femenino Clase 5 \| Lunes 10 de agosto \| \| Medalla de plata \| Jesus Salgueiro Jesus Sánchez \| Tenis de mesa \| Equipos masculino Clase 3-4 \| Jueves 13 de agosto \| \| Medalla de plata \| Ariff Vazquez \| Tenis de mesa \| Individual masculino Clase 9 \| Lunes 10 de agosto \| \| Medalla de plata \| Alma Padilla \| Tenis de mesa \| Individual femenino Clase 1-2 \| Domingo 9 de agosto \| \| Medalla de plata \| Martha Verdin \| Tenis de mesa \| Individual femenino Clase 4 \| Lunes 10 de agosto \| \| Medalla de bronce \| Rene Domínguez Ariff Vazquez \| Tenis de mesa \| Equipos masculino Clase 9-10 \| Miércoles 12 de agosto \| \| Medalla de bronce \| Rene Domínguez \| Tenis de mesa \| Individual masculino Clase 10 \| Domingo 9 de agosto \| \| Medalla de bronce \| Jesus Sánchez \| Tenis de mesa \| Individual masculino Clase 4 \| Domingo 9 de agosto \| | |                        |                                             |                        |
| Medalla | Nombre | Deporte                | Evento                                      | Fecha                  |
| Medalla de oro | José Castillo Castillo PR | Levantamiento de pesas | Hombres -97kg                               | Martes 11 de agosto    |
| Medalla de oro | Amalia Pérez Vazquez | Levantamiento de pesas | Mujeres -55, -61 y -67kg                    | Lunes 10 de agosto     |
| Medalla de oro | Perla Barcenas Ponce de León | Levantamiento de pesas | Mujeres -73, -79, -86 y +86kg               | Lunes 10 de agosto     |
| Medalla de plata | Porfirio Arredondo Luna | Levantamiento de pesas | Hombres -80kg                               | Lunes 10 de agosto     |
| Medalla de plata | Laura Cerero Gabriel | Levantamiento de pesas | Mujeres -41 y -45kg                         | Sábado 8 de agosto     |
| Medalla de plata | Miriam Aguilar Jiménez | Levantamiento de pesas | Mujeres -55, -61 y -67kg                    | Lunes 10 de agosto     |
| Medalla de plata | Catalina Diaz Vilchis | Levantamiento de pesas | Mujeres -73, -79, -86 y +86kg               | Lunes 10 de agosto     |
| Medalla de bronce | Mayra Hernández Godinez | Levantamiento de pesas | Mujeres -41 y -45kg                         | Sábado 8 de agosto     |
| Medalla de bronce | Rosaura Rodríguez Padilla | Levantamiento de pesas | Mujeres -50kg                               | Sábado 8 de agosto     |
| Medalla de oro | Gustavo Sánchez | Natación               | 100 m estilo libre masculino S4(1-4)        | Sábado 8 de agosto     |
| Medalla de oro | Armando Andrade | Natación               | 100 m estilo libre masculino S8             | Jueves 13 de agosto    |
| Medalla de oro | Armando Andrade | Natación               | 100 m mariposa masculino S8                 | Lunes 10 de agosto     |
| Medalla de oro | Gustavo Sánchez | Natación               | 150m masculino CI SM4 (SM1-SM4)             | Jueves 13 de agosto    |
| Medalla de oro | Armando Andrade | Natación               | 200 m masculino CI SM8                      | Martes 11 de agosto    |
| Medalla de oro | Juan Reyes | Natación               | 50 m espalda masculino S4 (1-4)             | Miércoles 12 de agosto |
| Medalla de oro | Christopher Tronco | Natación               | 50 m estilo libre masculino S3(1-3)         | Sábado 8 de agosto     |
| Medalla de oro | Gustavo Sánchez | Natación               | 50 m estilo libre masculino S4              | Sábado 8 de agosto     |
| Medalla de oro | Gustavo Sánchez | Natación               | 50 m pecho masculino SB3 (SB1-3)            | Martes 11 de agosto    |
| Medalla de oro | Vianney Trejo | Natación               | 100 m espalda femenino S6                   | Viernes 14 de agosto   |
| Medalla de oro | Nely Miranda | Natación               | 100 m estilo libre femenino S4(S1-4)        | Sábado 8 de agosto     |
| Medalla de oro | Doramitzi Hernández | Natación               | 100 m estilo libre femenino S6              | Miércoles 12 de agosto |
| Medalla de oro | Nely Miranda | Natación               | 150m femenino CI SM4 (SM1-4)                | Jueves 13 de agosto    |
| Medalla de oro | Beatriz Resendiz | Natación               | 200 m estilo libre femenino S14             | Sábado 8 de agosto     |
| Medalla de oro | Nely Miranda | Natación               | 200m estilo libre femenino S4 (S1-4)        | Viernes 14 de agosto   |
| Medalla de oro | Valeria López | Natación               | 400 m estilo libre femenino S6              | Sábado 8 de agosto     |
| Medalla de oro | Nely MirandaWR | Natación               | 50 m estilo libre femenino S4(1-4)          | Sábado 8 de agosto     |
| Medalla de oro | Doramitzi Hernández | Natación               | 50 m estilo libre femenino S6               | Lunes 10 de agosto     |
| Medalla de oro | Patricia Valle | Natación               | 50 m pecho femenino SB3 (SB1-3)             | Martes 11 de agosto    |
| Medalla de plata | Ángel Buitian | Natación               | 100 m mariposa masculino S8                 | Lunes 10 de agosto     |
| Medalla de plata | Pedro Rangel | Natación               | 100 m pecho masculino SB5                   | Domingo 9 de agosto    |
| Medalla de plata | Armando Andrade | Natación               | 100 m pecho masculino SB8                   | Martes 11 de agosto    |
| Medalla de plata | Juan Reyes | Natación               | 150m masculino CI SM4 (SM1-4)               | Jueves 13 de agosto    |
| Medalla de plata | Ángel Buitian | Natación               | 200 m masculino CI SM8                      | Martes 11 de agosto    |
| Medalla de plata | Gustavo Sánchez | Natación               | 50 m espalda masculino S4 (S1-4)            | Miércoles 12 de agosto |
| Medalla de plata | Diego López | Natación               | 50 m espalda masculino S5                   | Jueves 13 de agosto    |
| Medalla de plata | Luis Burgos | Natación               | 50 m estilo libre masculino S3 (1-3)        | Sábado 8 de agosto     |
| Medalla de plata | Armando Andrade | Natación               | 50 m estilo libre masculino S8              | Domingo 9 de agosto    |
| Medalla de plata | Edgar Pineda | Natación               | 50 m mariposa masculino S5 (1-5)            | Lunes 10 de agosto     |
| Medalla de plata | Doramitzi Hernández | Natación               | 100 m espalda femenino S6                   | Viernes 14 de agosto   |
| Medalla de plata | Rubi Cristino | Natación               | 100 m estilo libre femenino S10             | Viernes 14 de agosto   |
| Medalla de plata | Valeria López | Natación               | 100 m estilo libre femenino S6              | Miércoles 12 de agosto |
| Medalla de plata | Patricia Valle | Natación               | 150 m CI SM4 (SM1-4)femenino S10            | Jueves 13 de agosto    |
| Medalla de plata | Rubi Cristino | Natación               | 400 m estilo libre femenino S10             | Martes 11 de agosto    |
| Medalla de plata | Vianney Trejo | Natación               | 400 m estilo libre femenino S6              | Sábado 8 de agosto     |
| Medalla de plata | Nely Miranda | Natación               | 50 m espalda femenino S4 (1-4)              | Miércoles 12 de agosto |
| Medalla de plata | Naomi Somellera | Natación               | 50 m estilo libre femenino S6               | Lunes 10 de agosto     |
| Medalla de plata | Nely Miranda | Natación               | 50 m pecho femenino SB3 (SB1-3)             | Martes 11 de agosto    |
| Medalla de bronce | Jesus Hernández | Natación               | 100 m estilo libre masculino S4 (1-4)       | Sábado 8 de agosto     |
| Medalla de bronce | Diego López | Natación               | 100 m estilo libre masculino S5             | Sábado 8 de agosto     |
| Medalla de bronce | Humberto Romero | Natación               | 100 m pecho masculino SB5                   | Domingo 9 de agosto    |
| Medalla de bronce | Diego López | Natación               | 200 m estilo libre masculino S5 (1-5)       | Viernes 14 de agosto   |
| Medalla de bronce | Gerardo Castro | Natación               | 50 m espalda masculino S5                   | Jueves 13 de agosto    |
| Medalla de bronce | Juan Reyes | Natación               | 50 m estilo libre masculino S4              | Sábado 8 de agosto     |
| Medalla de bronce | Edgar Pineda | Natación               | 50 m estilo libre masculino S5              | Miércoles 12 de agosto |
| Medalla de bronce | Juan Reyes | Natación               | 50 m mariposa masculino S5 (1-5)            | Lunes 10 de agosto     |
| Medalla de bronce | Mitzi Mijares | Natación               | 100 m espalda femenino S10                  | Jueves 13 de agosto    |
| Medalla de bronce | Jessica Hernández | Natación               | 100 m espalda femenino S7                   | Viernes 14 de agosto   |
| Medalla de bronce | Vianney Trejo | Natación               | 100 m estilo libre femenino S6              | Miércoles 12 de agosto |
| Medalla de bronce | Jessica Hernández | Natación               | 100 m estilo libre femenino S7              | Miércoles 12 de agosto |
| Medalla de bronce | Naomi Somerella | Natación               | 100 m pecho femenino SB6                    | Martes 11 de agosto    |
| Medalla de bronce | Sofia Olmos | Natación               | 200 m estilo libre femenino S5              | Viernes 14 de agosto   |
| Medalla de bronce | Vianney Trejo | Natación               | 200 m femenino CI SM6 (SM5-6)               | Martes 11 de agosto    |
| Medalla de bronce | Doramitzi Hernández | Natación               | 400 m estilo libre femenino S6              | Sábado 8 de agosto     |
| Medalla de bronce | Haidee Aceves | Natación               | 50 m espalda femenino S4 (1-4)              | Miércoles 12 de agosto |
| Medalla de bronce | Patricia Valle | Natación               | 50 m estilo libre femenino S4 (1-4)         | Sábado 8 de agosto     |
| Medalla de oro | Manuel Martínez | Atletismo              | 400 m masculino T12                         | Martes 11 de agosto    |
| Medalla de oro | Johnathan Salinas Ventura | Atletismo              | Lanzamiento de bala masculino F54/55        | Lunes 10 de agosto     |
| Medalla de oro | Eliezer Gabriel Buenaventura | Atletismo              | Lanzamiento de Jabalina masculino F46       | Viernes 14 de agosto   |
| Medalla de oro | Rebeca Valenzuela | Atletismo              | Lanzamiento de bala femenino F11/12         | Jueves 13 de agosto    |
| Medalla de oro | Ángeles Ortiz | Atletismo              | Lanzamiento de bala femenino F56/57         | Martes 11 de agosto    |
| Medalla de oro | Verónica Saucedo | Atletismo              | Lanzamiento de disco femenino F56/57        | Jueves 13 de agosto    |
| Medalla de oro | Rebeca Valenzuela | Atletismo              | Lanzamiento de jabalina femenino F11/12     | Viernes 14 de agosto   |
| Medalla de oro | Maria Salas Marin | Atletismo              | Lanzamiento de jabalina femenino F53/54     | Viernes 14 de agosto   |
| Medalla de plata | Juan Cervantes | Atletismo              | 100 m masculino T54                         | Lunes 10 de agosto     |
| Medalla de plata | Francisco Estrada | Atletismo              | 1500 m masculino T13                        | Miércoles 12 de agosto |
| Medalla de plata | Salvador Hernández | Atletismo              | 200 m masculino T52                         | Jueves 13 de agosto    |
| Medalla de plata | Jose Archer Llerandi | Atletismo              | Lanzamiento de bala masculino F56           | Viernes 14 de agosto   |
| Medalla de plata | Luis Alberto Zepeda Félix | Atletismo              | Lanzamiento de jabalina masculino F53/54/55 | Miércoles 12 de agosto |
| Medalla de plata | Daniela Velasco | Atletismo              | 400 m femenino T12                          | Miércoles 12 de agosto |
| Medalla de plata | Catalina Rosales Montiel | Atletismo              | Lanzamiento de disco femenino F56/57        | Jueves 13 de agosto    |
| Medalla de plata | Esther Rivera | Atletismo              | Lanzamiento de jabalina femenino F53/54     | Viernes 14 de agosto   |
| Medalla de bronce | Manuel Martínez | Atletismo              | 100 m masculino T12                         | Martes 11 de agosto    |
| Medalla de bronce | Daniel Manrique | Atletismo              | 100 m masculino T13                         | Martes 11 de agosto    |
| Medalla de bronce | David Garza | Atletismo              | 1500 m masculino T13                        | Miércoles 12 de agosto |
| Medalla de bronce | Manuel Martínez | Atletismo              | 200 m masculino T12                         | Miércoles 12 de agosto |
| Medalla de bronce | Salvador Hernández | Atletismo              | 400 m masculino T52                         | Jueves 13 de agosto    |
| Medalla de bronce | Alan Noriega Quiñones | Atletismo              | Lanzamiento de bala masculino F54/55        | Lunes 10 de agosto     |
| Medalla de bronce | Jairo Santiago | Atletismo              | Lanzamiento de bala masculino F56           | Viernes 14 de agosto   |
| Medalla de bronce | Jair Hernández Contreras | Atletismo              | Lanzamiento de disco masculino F37          | Lunes 10 de agosto     |
| Medalla de bronce | Martín Pérez | Atletismo              | Lanzamiento de disco masculino F54/55/56    | Martes 11 de agosto    |
| Medalla de bronce | Lucia Muro | Atletismo              | 100 m femenino T38                          | Lunes 10 de agosto     |
| Medalla de bronce | Monica Rodríguez | Atletismo              | 1500 m femenino T11                         | Jueves 13 de agosto    |
| Medalla de bronce | Lucia Muro | Atletismo              | 200 m femenino T38                          | Jueves 13 de agosto    |
| Medalla de bronce | Maria Zamora | Atletismo              | 400 m femenino T38                          | Viernes 14 de agosto   |
| Medalla de bronce | Jeny Velazco Reyes | Atletismo              | Lanzamiento de jabalina femenino F57        | Viernes 14 de agosto   |
| Medalla de bronce | Eduardo Ventura | Boccia                 | Individual BC1                              | Martes 11 de agosto    |
| Medalla de oro | Eduardo Ávila | Judo                   | Menos de 81 kg masculino                    | Jueves 13 de agosto    |
| Medalla de oro | Lenia Ruvalcaba | Judo                   | Menos de 70 kg femenino                     | Viernes 14 de agosto   |
| Medalla de bronce | Javier Amozurrutia Francisco Ragel Pablo Millán Marco Ramírez Tadeo Viera Felipe Arana Jorge Lanzagorta Omar Otero Cristian Ortiz | Fútbol a 5             | Masculino                                   | Viernes 14 de agosto   |
| Medalla de oro | Alma Padilla Edith Sigala | Tenis de mesa          | Equipos Femenino Clase 1-3                  | Miércoles 12 de agosto |
| Medalla de oro | Marina Paredes Martha Verdin | Tenis de mesa          | Equipos Femenino Clase 4-5                  | Jueves 13 de agosto    |
| Medalla de oro | Edith Sigala | Tenis de mesa          | Individual femenil Clase 3                  | Lunes 10 de agosto     |
| Medalla de oro | Maria Paredes | Tenis de mesa          | Individual femenino Clase 5                 | Lunes 10 de agosto     |
| Medalla de plata | Jesus Salgueiro Jesus Sánchez | Tenis de mesa          | Equipos masculino Clase 3-4                 | Jueves 13 de agosto    |
| Medalla de plata | Ariff Vazquez | Tenis de mesa          | Individual masculino Clase 9                | Lunes 10 de agosto     |
| Medalla de plata | Alma Padilla | Tenis de mesa          | Individual femenino Clase 1-2               | Domingo 9 de agosto    |
| Medalla de plata | Martha Verdin | Tenis de mesa          | Individual femenino Clase 4                 | Lunes 10 de agosto     |
| Medalla de bronce | Rene Domínguez Ariff Vazquez | Tenis de mesa          | Equipos masculino Clase 9-10                | Miércoles 12 de agosto |
| Medalla de bronce | Rene Domínguez | Tenis de mesa          | Individual masculino Clase 10               | Domingo 9 de agosto    |
| Medalla de bronce | Jesus Sánchez | Tenis de mesa          | Individual masculino Clase 4                | Domingo 9 de agosto    |